# Oxford (Massachusetts)
Oxford es un pueblo ubicado en el condado de Worcester en el estado estadounidense de Massachusetts. En el Censo de 2010 tenía una población de 13.709 habitantes y una densidad poblacional de 192,92 personas por km².

## Geografía
Oxford se encuentra ubicado en las coordenadas 42°7′42″N 71°52′2″O / 42.12833, -71.86722. Según la Oficina del Censo de los Estados Unidos, Oxford tiene una superficie total de 71.06 km², de la cual 68.71 km² corresponden a tierra firme y (3.31%) 2.35 km² es agua.

## Demografía
Según el censo de 2010, había 13.709 personas residiendo en Oxford. La densidad de población era de 192,92 hab./km². De los 13.709 habitantes, Oxford estaba compuesto por el 95.31% blancos, el 1.04% eran afroamericanos, el 0.15% eran amerindios, el 1.04% eran asiáticos, el 0.02% eran isleños del Pacífico, el 1.08% eran de otras razas y el 1.36% pertenecían a dos o más razas. Del total de la población el 3.38% eran hispanos o latinos de cualquier raza.

## Personajes célebres
- Clara Barton[6]